# Drago Vabec
Drago Vabec (Zagreb, 26. listopada 1950.) bivši je hrvatski nogometaš. Igrao je na poziciji napadača. Bio je brzo i prodorno krilo, odlična centaršuta, snažna i precizna udarca, dobar dribler.  

## Igračka karijera

### Klupska karijera
Nastupao je za NK Slogu iz Čakovca od 1966. do 1968. godine. Za zagrebački Dinamo igrao je od 1968. do 1979. godine, te i 1984. godine. S Dinamom je osvojio Kup maršala Tita 1968./69. S 529 odigranih utakmica peti je Dinamov igrač svih vremena, a postigao je 183 pogotka.[nedostaje izvor] Nastupao je i za francuski Stade Brestois od 1979. do 1984 godine. 

### Reprezentativna karijera
Za jugoslavensku reprezentaciju je u razdoblju od 1973. do 1976. odigrao 7 utakmica i postigao 1 pogodak 1975. godine na utakmici protiv Švedske u Zagrebu (3:0). Snimka tog pogotka godinama se prikazivala na početku nedjeljnog športskog programa TV Zagreb. Prvi put nastupio je 1973. godine protiv Mađarske (1:1) u Beogradu, a posljednji put 1976. protiv Walesa (2:0) u Zagrebu. 

## Trenerska karijera
Kao trener radio je u drugoligaškim i trećeligaškim klubovima: Sloga iz Čakovca, VIKO Omladinac Novo Selo Rok, NK Stubica 1926, Daruvar, NK Križevci, NK Vrbovec, NK Slunj, NK Jaska (2003./04., 2008./09.). Godine 2004. kao trener NK Međimurja iz Čakovca izborio je ulazak u Prvu HNL. 

## Priznanja

### Igračka

#### Klupska
Dinamo Zagreb
- Kup maršala Tita (1): 1968./69.

## Vanjske poveznice
- Nogometni leksikon: Vabec, Drago